# Millville (Delaware)
Millville – miasto w Stanach Zjednoczonych, w stanie Delaware, w hrabstwie Sussex.

## Demografia
W roku 2010 miasto zamieszkiwały 544 osoby, a gęstość zaludnienia wynosiła 418,5 osoby/km². W roku 2023 liczba mieszkańców wzrosła do 2049 osób, a gęstość zaludnienia przekroczyła 1576 osób/km². Na przestrzeni zaledwie 13 lat zaludnienie Millville wzrosło prawie 3,8-krotnie.